# Hans Tops
Johan Willem (Hans) Tops (Rotterdam, 18 juni 1920 – Zoetermeer, 21 april 1981) was een Nederlands ingenieur en directeur-generaal van Rijkswaterstaat van 1974 tot 1981. Het Ir. J.W. Tops-huis in Zeeland is naar hem vernoemd.

## Carrière
Tops studeerde civiele techniek in Delft. Vanaf begin jaren zeventig van de 20e eeuw maakte hij deel uit van van de directieraad van Rijkswaterstaat, als plaatsvervangend directeur-generaal. Vanaf 1 mei 1974 was hij directeur-generaal, en hij bekleedde deze functie tot aan zijn overlijden in 1981. Tijdens zijn ambtsperiode was Tops intensief betrokken bij het grootste Nederlandse waterbouwkundige project uit de 20e eeuw: de aanleg van de Deltawerken, met name de Oosterscheldekering. Hij stimuleerde onder meer openheid en publieke informatievoorziening vanuit Rijkswaterstaat over deze grote werken.

## Topshuis
Het Ir. J.W. Tops-huis is het bedieningsgebouw en vergadercentrum op het werkeiland Neeltje Jans, dat toezicht houdt op de Oosterscheldekering. Voorheen was het ook een bezoekerscentrum. Het gebouw werd in de jaren tachtig van de 20e eeuw gebouwd en vernoemd naar Johan Willem Tops, als eerbetoon aan zijn betrokkenheid bij de Oosterscheldewerken en de open bestuursstijl van Rijkswaterstaat. Zijn echtgenote, M.R. Tops-Franx, koos deze locatie uit de drie door het land verspreide opties die Rijkswaterstaat haar als mogelijk eerbetoon aanbood. In 2024 werd het Topshuis verkozen tot beste vergaderlocatie van Nederland, door het vaktijdschrift MEETINGS Magazine.

## Privé
Tops was getrouwd en had vier kinderen. Een van zijn kleinkinderen is de dichter Oscar Tops.

## Onderscheidingen
- Ridder in de Orde van de Nederlandse Leeuw[4]
- Grootofficier in de Orde van Burgerlijke Verdienste van Spanje[5]

- International Standard Name Identifier: 0000 0003 9386 351X
- Nederlandse Thesaurus van Auteursnamen: 072300221
- Virtual International Authority File: 288209857